# Wieprz (Silezië)
Wieprz is een dorp in het Poolse woiwodschap Silezië, in het district Żywiecki. De plaats maakt deel uit van de gemeente Radziechowy-Wieprz.

## Verkeer en vervoer
- Station Radziechowy Wieprz